# Долларт
До́лларт (нем. Dollart, нидерл. Dollart, Dollard) — бухта Ваттового моря, расположена на границе Нидерландов и Германии. Длина 30 км, ширина 12 км. В восточной части бухты расположен эстуарий реки Эмс, с юга впадает речушка Вестерволдсе-А. С севера располагается немецкий город Эмден, голландская часть побережья заселена слабо, в 9 км к западу находится городок Делфзейл.
Вероятно, Долларт образовался между 1219 и 1413 годами в результате затопления морем плоского берега. Земли были отгорожены от моря дамбами, но в ходе конфликта между фризскими группами некоторые из защитных сооружений были разрушены. Наибольшей площади Долларт достигал в 1520 году, затем часть земли была «отвоёвана» у моря обратно.
Около 80 % бухты высыхает во время отлива (высота которого достигает 3 метров), что привлекает большое число птиц. В бухте также проживает около 160 тюленей.

## Спорная территория
Нидерланды и Германия не договорились о точной границе, пролегающей по территории залива. Территориальный спор приобрел актуальность, поскольку есть планы на строительство ветряной фермы на платформе в заливе, расположенной в 14 км от немецкого острова Боркум и в 25 км от голландского острова Схирмонниког.